# Бон (патрицій)
Бонус (дав.-гр. Βῶνος або Βόνος , помер 627) — візантійський державний діяч і полководець, один із найближчих соратників імператора Іраклія (правління 610—641), який відіграв провідну роль в успішній обороні Константинополя під час облоги 626 року аварами та персами.

## Біографія
Про походження або особисте життя Бонуса майже нічого не відомо. У панегіричній поемі, присвяченій Бону в 626 році, Георгій Пісіда називає його «другом по зброї» Іраклія, можливо, маючи на увазі, що Бонус супроводжував його, коли він відплив з Африки в 610 році, щоб скинути імператора Фоку (правління 602—610). Відомо також, що він мав позашлюбного сина Іоанна, якого в 622 році відправили в заручники до аварів.
У цей час Візантійська імперія була залучена в тривалу боротьбу з імперією Сасанідів. Протягом останніх двадцяти років перські війська здобували перемогу за перемогою і захопили більшу частину візантійського Леванту. У 622 році, після досягнення миру з аварами на Балканах, Іраклій вирушив особисто в похід проти персів. Бон залишився в Константинополі як заступник імператора і опікун його малолітніх синів разом з патріархом Сергієм. Під час відсутності Іраклія протягом наступних років Бон діяв як фактичний регент Візантійської імперії.
Точна посада Бона невідома: він мав ранг patrikios (патрикій), і в джерелах його зазвичай називають просто «magistros». Хоча зазвичай це означало посаду magister officiorum (магістр офіцій), Теодор Сінкеллос називає його «генералом» (strategos), можливо, маючи на увазі, що він обіймав посаду magister militum praesentalis.
До 626 року Іраклій здобув кілька перемог на Сході та змінив стратегічну ситуацію на свою користь, але перський полководець Шахрбараз усе ще стояв табором зі своєю армією в західній частині Малої Азії, неподалік від Константинополя. На цьому етапі перси дійшли згоди з аварами, створивши перспективу спільної облоги Константинополя. З цією метою перси зайняли та зруйнували Халкедон, протилежний від Константинополя берег Боспору, і чекали приходу аварів. Імператор Іраклій, дізнавшись про загрозу його столиці, вирішив не повертатися особисто; натомість він надіслав поради та підкріплення Бону, який продовжив зміцнювати міські стіни та збирати провіант.
Аварське військо підійшло до міста Константинополь у липні 626 року. Пропозиції аварського кагана про капітуляцію були відхилені Боном, і 29 липня почалася облога. Бонус став командиром захисників. Протягом перших п'яти днів облоги він посилав неодноразові посольства, щоб переконати кагана відступити, пропонуючи натомість гроші. На п'ятий день візантійські посланці зустріли перське посольство в наметі кагана, що підкреслювало небезпеку, в якій опинилося місто, якби слов'янським союзникам аварів вдалося переправити перську армію через протоку Босфор. Таким чином, на десятий день облоги, 7 серпня, коли аварський штурм досяг піку, Бон заманив слов'ян у пастку: візантійці дізналися, що сигналом для слов'янського флоту до перетину протоки та зустрічі з перськими військами в Халкедоні буде запалювання великого багаття. Тому візантійці самі запалили маяк у Влахернах, і коли слов'яни здійснили переправу, візантійський флот, що стояв усередині Золотого Рогу, завдав їм рішучої поразки.
Після цього успіху та відбиття аварів від стін Бон мав стримувати нетерпляче населення міста, включаючи жінок і дітей, які хотіли кинутися і захопити ворожі облогові машини. Натомість 8 серпня авари почали відступ; Бон, патріарх Сергій і багато людей прийшли до Золотих воріт, щоб подивитися на їх відступ і горіння облогових веж, підпалених самими аварами. Брат імператора Феодор прибув незабаром на чолі армії і взявся за управління справами в столиці. Невдовзі після цього, на початку травня 627 року, Бон помер і був похований (11 травня) у монастирі Святого Іоанна Студійського.

## Цистерна Бона
Бонус також побудував велику цистерну в місті (грец. κινστέρνα Βῶνου), накриту куполоподібним дахом, недалеко від місця власного будинку. Вона знаходилася на північний схід від церкви Святих Апостолів, у найпрохолоднішій частині міста. З цієї причини імператор Роман I Лекапенос (правління 920—944) побудував там палац, «Новий палац Бона». Феофано, перша дружина імператора Лева VI Мудрого (правління 886—912), також побудувала неподалік церкву Св. Костянтина з Цистерни Бона, куди зрештою було перенесено її тіло, ймовірно, після пограбування міста в 1204 році.